# فيليب كوهن (لاعب كرة قدم مواليد 1998)
فيليب كوهن (مواليد 2 أبريل 1998) هو لاعب كرة قدم سويسري يلعب في مركز حارس المرمى في نادي ريد بل سالزبورغ.

## وصلات خارجية
- فيليب كوهن (لاعب كرة قدم مواليد 1998) على موقع الاتحاد الأوربي (الإنجليزية)
- فيليب كوهن (لاعب كرة قدم مواليد 1998) على موقع قاعدة بيانات كرة القدم.إي يو (الإنجليزية)
- فيليب كوهن (لاعب كرة قدم مواليد 1998) على موقع ليكيب (الفرنسية)
- فيليب كوهن (لاعب كرة قدم مواليد 1998) على موقع Soccerway.com (الإنجليزية)
- فيليب كوهن (لاعب كرة قدم مواليد 1998) على موقع عالم كرة القدم.نت (الإنجليزية)